# Madagascarchaea gracilicollis

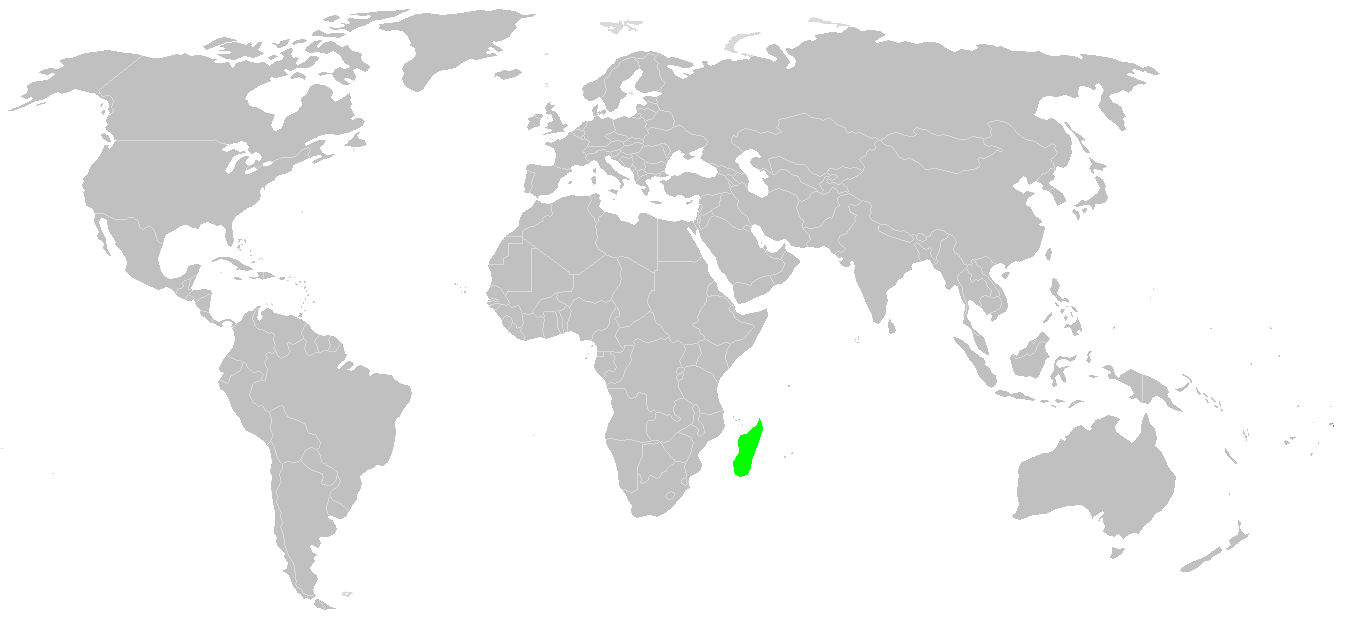
Distribució endèmica de la Madagascarchaea gracilicollis a Madagascar.

Madagascarchaea gracilicollis és un membre de la família dels arquèids (Archaeidae), aranyes assassines. Té una mida de només 2 mm i atrapa altres aranyes amb ullals verinosos al final d'uns quelícers molt allargats. Aquests animals normalment corren al revés. És una espècie endèmica de Madagascar.
El nom ve del llatí gracilis "esvelt, gràcil" i collum "coll".

## Sinònims
Hi ha dues sinonímies:
- Archaea gracilicollis Millot, 1948
- Eriauchenius gracilicollis (Millot, 1948)